# Liguria
Liguria (en ligur: Ligûria) es una de las veinte regiones que conforman Italia. Su capital y ciudad más poblada es Génova. Está ubicada en Italia noroccidental, limitando al norte con Piamonte, al noreste con Emilia-Romaña, al este con Toscana, al sur con el mar de Liguria o golfo de Génova (mar Mediterráneo) y al oeste con Francia. Con 5422 km² es la tercera región menos extensa del país —por delante de Molise y Valle de Aosta, la menos extensa— y con 292 hab/km², la cuarta más densamente poblada, por detrás de Campania, Lombardía y Lacio. Forma parte de la eurorregión Alpes-Mediterráneo.
Extendida entre las cadenas montañosas de los Alpes y de los Apeninos y el mar, la región se considera convencionalmente subdividida en dos partes delimitadas aproximadamente por la capital.

## Etimología
Su nombre deriva de la antigua población de los ligures, aunque en realidad los límites de la antigua Liguria eran bastante más extensos que los de la actual región e incluía toda la llanura piamontesa al sur del Po, la actual Lombardía suroccidental del Oltrepò pavese hasta la confluencia del río Ticino con el Po, las zonas de colinas y montañosas del Piacentino, la actual Lunigiana y el Nizzardo hasta el río Var.

## Geografía física

Altimetría de Liguria.

Liguria limita con Francia al oeste, el Piamonte al norte y Emilia-Romaña y Toscana al este. Queda en la costa del mar de Liguria. Es una estrecha franja de tierra, encajada entre el mar y los Alpes y los Apeninos, es una extensión arqueada desde Ventimiglia hasta La Spezia y es una de las regiones más pequeñas de Italia. Su territorio es de 5416,03 km² que se corresponden a 1,18 % de toda la superficie nacional. Su punto más alto es el monte Saccarello (2201 m). Las montañas ocupan la mayor parte de la región, llegando a menudo hasta el mar con promontorios rocosos: 3.524,08 km² de montaña (65 % del total) y 891,95 km² de colinas (35 % del total).
La forma es la de una estrecha franja de tierra, de 7 a 35 km de ancho (respectivamente sobre Voltri y en las zonas de alta montaña alrededor de Imperia), de media alrededor de 240 km de largo, que queda en un semicírculo alrededor del mar de Liguria y con la convexidad hacia el norte; comprendida entre el mar y la vertiente de los Alpes Marítimos y los Apeninos septentrionales, que en algunos puntos cruza (por ejemplo en los montes Savona y de Génova). Algunas montañas se alzan por encima de los 2000 m sobre el nivel del mar; la línea de vertiente recorre una altitud media de alrededor de 1000 m.
La plataforma continental, que es muy estrecha, es tan inclinada que va hacia abajo casi inmediatamente hasta considerables profundidades marinas. El litoral tiene una longitud de 315 km. Excepto por los promontorios de Portovenere y Portofino en general no es muy recortada, y es a menudo alta. En la desembocadura de los mayores ríos hay pequeñas playas, pero no hay bahías profundas y radas naturales excepto los de Génova y La Spezia. Génova es el punto en el que se divide el litoral, aproximadamente, en la Ribera de Poniente y la Ribera de Levante.

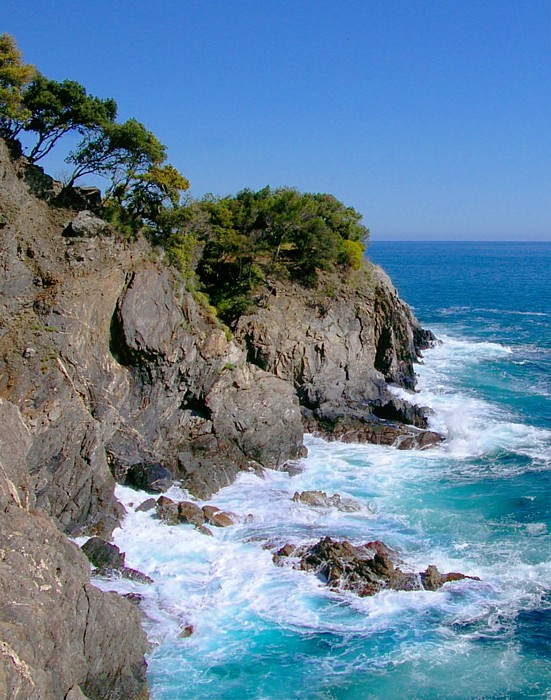
Una vista de Cinque Terre.

La Ribera de Poniente es el trozo de costa ligur comprendido entre Génova y la frontera francesa, cuenta con golfos, playas, pequeños pueblos de veraneo y también grandes extensiones de cultivos de hortalizas y flores. Aquí se encuentra Albenga, la ciudad principal de una vasta llanura intensamente cultivada y frecuentado centro de veraneo; Alassio, famosa por su playa y su moderno balneario y Sanremo, localidad de veraneo célebre y muy concurrida, sede de actos culturales, destacadamente el Festival de la Canción.
Por lo que se refiere a la Ribera de Levante, comprende la parte de costa ligur que va desde Génova al golfo de La Spezia. También aquí hay playas, golfos y promontorios con numerosos puertos naturales. Entre los centros turísticos se encuentran Portofino, encerrado en una espléndida ensenada del promontorio poblado de árboles, que separa el golfo de Génova del de Tigullio; Rapallo, el centro balneario de Sestri Levante que se encuentra sobre un istmo que une la tierra firme con un promontorio rocoso y Cinque Terre, que son cinco pequeñas y sugestivas aldeas de pescadores ancladas en otras tantas ensenadas, entre la Punta del Mesco y la del Montenero.
El anillo de colinas, que queda inmediatamente detrás de la costa, junto con la influencia benéfica del mar, son responsables del clima suave todo el año (con unas temperaturas medias en invierno de 7-10 °C y temperaturas en verano de 23-24 °C) lo que hace que sea un lugar ameno incluso en pleno invierno.
La pluviosidad puede ser muy abundante a veces; montañas muy cercanas a la costa crean un efecto orográfico, de manera que Génova puede ser hasta 2000 mm de lluvia en un año; otras zonas en lugar muestra los valores normales de la zona mediterránea (500-800 mm). A pesar de la alta densidad de población, las maderas abarcan la mitad del área total. Las reservas naturales de Liguria abarcan el 12 % de toda la región, p.e. alrededor de 60 000 hectáreas de tierra, y están formados por una Reserva Nacional, seis grandes parques, dos parques menores y tres reservas naturales.

## Historia

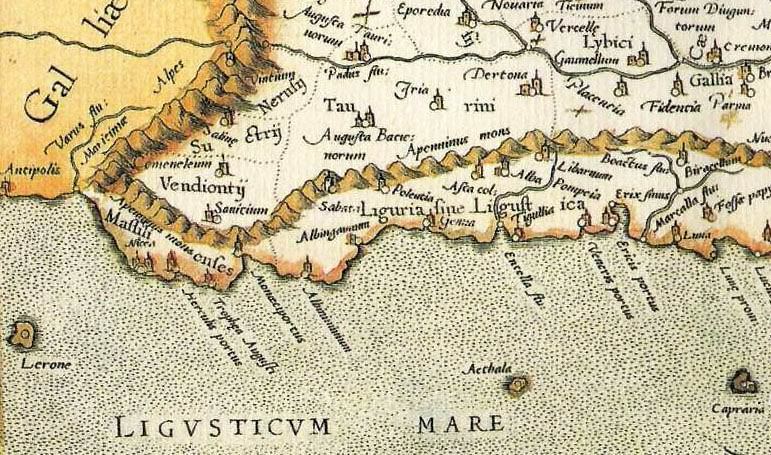
Mapa de la Liguria antigua entra río del Varo y río del Magra.

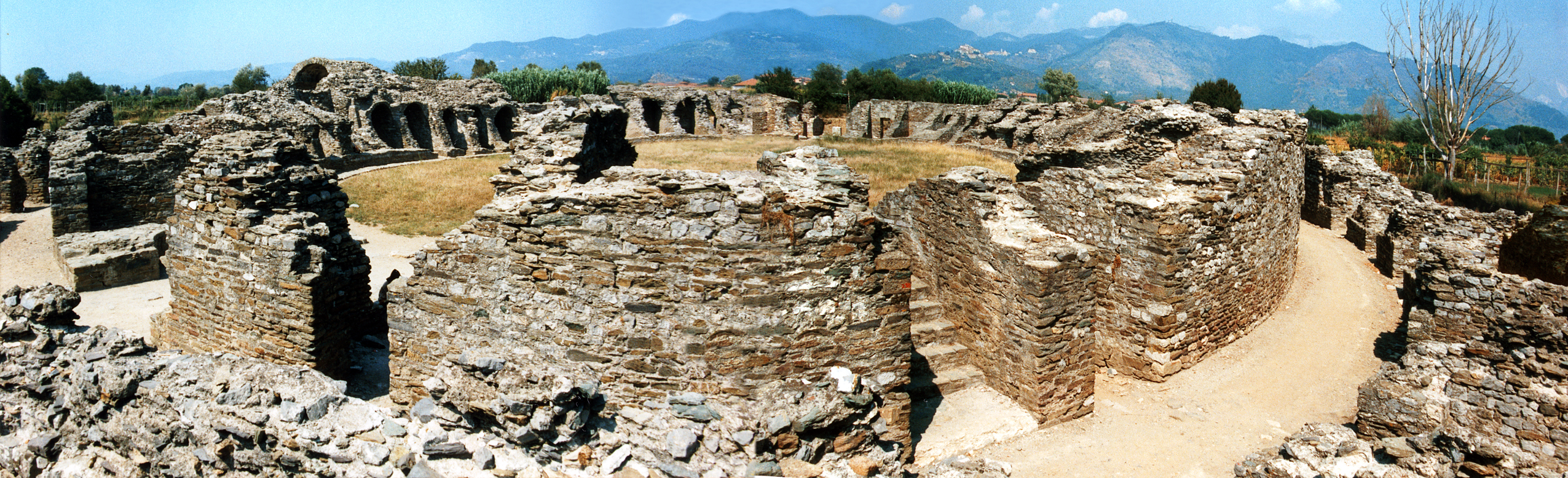
El anfiteatro romano de Luni.

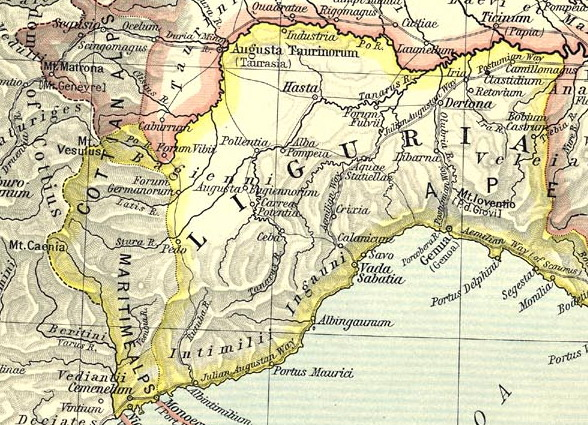
Mapa de la Liguria romana entra río del Varo y río del Magra.

Restos del hombre de Neanderthal se descubrieron en la región de Loano, mientras que en Ventimiglia, en la cueva de "Balzi Rossi", se encontraron numerosos restos que recuerdan a los del hombre de Cro-Magnon. Según las fuentes escritas sobre los asentamientos de los ligures, la presencia de este pueblo de origen mediterráneo se remonta al I milenio a. C. en un vasto territorio que incluía la mayor parte de la Italia noroccidental.
Durante la primera guerra púnica, los antiguos ligures fueron divididos, algunos de ellos se pusieron del lado de Cartago y una minoría con Roma, cuyos aliados incluyeron a los futuros genoveses. Después de la conquista romana de la región, la llamada Regio IX Liguria dentro de la Italia romana, se creó en el reinado del emperador Augusto, cuando Liguria fue extendida desde la costa hasta las orillas del río Po. Grandes calzadas romanas fortalecieron la unidad territorial e incrementaron los intercambios y el comercio: via Aurelia y Julia Augusta en la costa, Postumia y Aemilia Scauri tierra adentro. Ciudades importantes se desarrollaron en la costa, de la que quedan evidencias en las ruinas de Albenga, Ventimiglia y Luni. Entre el siglo IV y el X, Liguria fue dominada por los bizantinos, los lombardos del rey Rotario (alrededor del 641) y los francos (alrededor de 774) y fue invadida por los sarracenos (según Arthur Hill Hassall, bajo ocupación y gobierno sarraceno desde h. 876 hasta h. 972) y los normandos. En el siglo X, una vez que decreció el peligro de los piratas, el territorio ligur fue dividido en tres marcas: Obertenga (al este), Arduinica (al oeste) y Aleramica (en el centro). En los siglos XI y XII las marcas se dividieron en feudos, y luego con el fortalecimiento del poder de los obispos, la estructura feudal comenzó a debilitarse parcialmente. Las principales ciudades ligures, especialmente en la costa, se convirtieron en ciudades-estado, sobre las que Génova pronto extendió su dominio.

Territorios de la República de Génova (mostrados en púrpura), 1400.

Entre el siglo XI (cuando los barcos genoveses tuvieron un papel importante en la primera cruzada, llevando caballeros y tropas a Oriente Próximo por un precio) y el siglo XV, la República de Génova experimentó un extraordinario éxito comercial y político (principalmente comercio de especias con Oriente) y fue la república marítima más poderosa del Mediterráneo desde el siglo XII hasta el XIV, como se prueba por la resistencia victoriosa contra el emperador Federico Barbarroja y por la presencia genovesa en los centros de poder durante la última fase del Imperio bizantino. Tras la introducción del título de dogo vitalicio (1339) y la elección de Simón Boccanegra, Génova reanudó sus luchas contra el marqués de Finale y los condes de Laigueglia y conquistó de nuevo los territorios de Finale, Oneglia y Porto Maurizio. A pesar de sus éxitos militares y comerciales, Génova cayó presa de las facciones internas que presionaban en su estructura política.
Debido a su situación vulnerable, el gobierno de la república pasó a manos de la familia Visconti de Milán. Tras su expulsión por las fuerzas populares bajo el liderazgo de Boccanegra, la república permaneció en manos genovesas hasta 1396, cuando la inestabilidad interna llevó al dogo Antoniotto Adorno a entregar el título de Señor de Génova al rey de Francia. Los franceses fueron expulsados en 1409 y Liguria volvió a control de Milán en 1421, permaneciendo así hasta 1435. La alternancia entre el dominio francés y el milanés sobre la Liguria persistió hasta la primera mitad del siglo XVI. La influencia francesa cesó en 1528, cuando Andrea Doria se convirtió en el prestigioso aliado del poderoso rey de España e impuso un gobierno aristocrático que dio a la república una estabilidad relativa durante alrededor de 250 años.

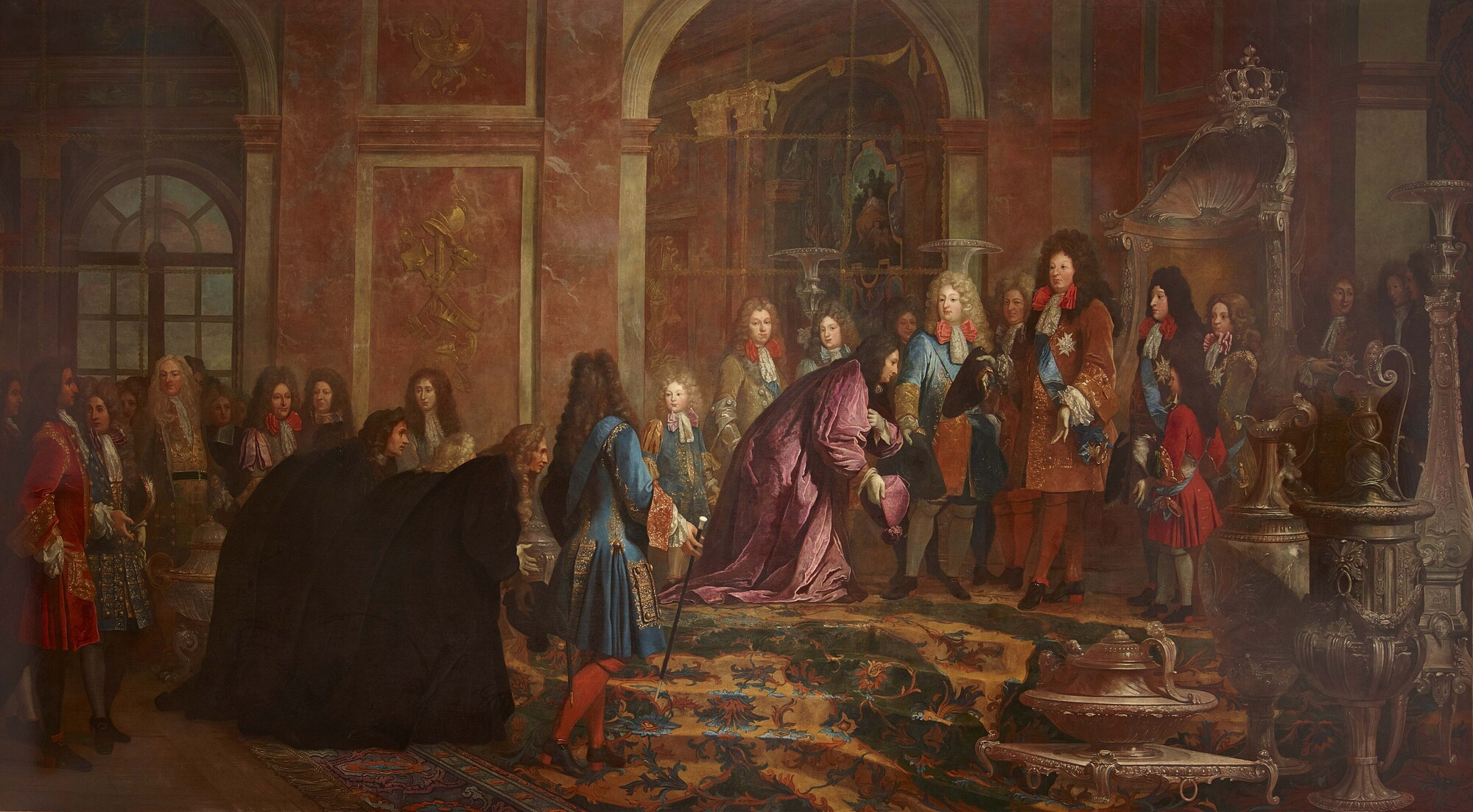
El Dogo de Génova se disculpa ante el rey Luis XIV, 1685.

El empobrecimiento de las rutas comerciales con Oriente Próximo forzaron a los notables ligures a implicarse, desde entonces, en la especulación financiera. La crisis internacional del siglo XVII, que acabó para Génova con el bombardeo (1684) por la flota del rey Luis XIV de Francia, restauró la influencia francesa sobre la república. Debido a esta influencia, el territorio ligur se vio atravesado por los ejércitos piamontés y austríaco cuando estos dos estados entraron en conflicto con Versalles. El límite se alcanzó con la ocupación austriaca de Génova en 1746. Las tropas de los Habsburgo fueron expulsadas por una insurrección popular en el mismo año. La primera campaña napoleónica en Italia marcó el final de la república secular que, por deseo del emperador, fue transformada en la República Ligur, según el modelo de la República Francesa. Después de la unión de Oneglia y Loano (1801), Liguria fue anexionada al Imperio Francés (1805) y dividida por Napoleón en tres departamentos: Montenotte, con capital en Savona, Génova y el departamento de los Apeninos, con capital en Chiavari.
Tras un breve período de independencia en 1814, el Congreso de Viena (1815) decidió que Liguria se anexionara al reino de Cerdeña. El alzamiento genovés contra la Casa de Saboya en 1821, que fue aplastado con gran derramamiento de sangre, suscitó los sentimientos nacionales de la población. Algunas de las más prestigiosas figuras del «Risorgimento» nacieron en Liguria (Mazzini, Garibaldi, Mameli, Lamberti, Bixio, entre otros). En los primeros años del siglo el crecimiento económico de la región fue notable: muchas industrias florecieron desde Imperia a La Spezia. Durante el período trágico de la Segunda Guerra Mundial Liguria experimentaron el hambre y dos años de ocupación por las tropas alemanas, contra quien la lucha de liberación fue la más efectiva de las de Italia, cuando las tropas aliadas finalmente llegaron, fueron bienvenidas por los partisanos que, en una insurrección exitosa, habían liberado la ciudad y aceptado la rendición del comando alemán local. Por este hecho la ciudad fue premiada con la medalla de oro al valor militar.

## Geografía humana

### Demografía

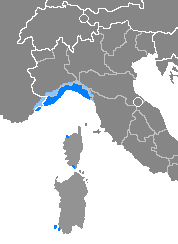
Idioma ligur.

La densidad de población en Liguria es alta (casi 300 hab./km² en 2008), e inferior solo a las regiones de Campania, Lombardía y Lacio. En la Ciudad metropolitana de Génova, alcanza casi 500 hab./km², mientras que en las provincias de Imperia y Savona es de menos de 200 hab./km². La población de Liguria ha ido decayendo desde el año 1971 hasta 2001, más marcadamente en las ciudades de Génova, Savona y La Spezia. La pirámide de edad ahora parece más un "champiñón" que descansa sobre una frágil base. La tendencia negativa se ha interrumpido parcialmente solo en la última década cuando, después de una exitosa recuperación económica, la región ha atraído a constantes flujos de inmigrantes. Para 2008, el ISTAT calculó que vivían en Liguria 90 881 inmigrantes nacidos en el extranjero, lo que equivalía al 5,8 % de la población regional total.
Más del 80 % de la población regional vive permanentemente cerca de la costa, donde está las cuatro grandes ciudades por encima de los 50 000 habitantes: Génova (pop. 608 980), La Spezia (95 394), Savona (62 429) y Sanremo (56 880).

### Divisiones administrativas
Liguria está dividida en una Ciudad metropolitana y tres Provincias:

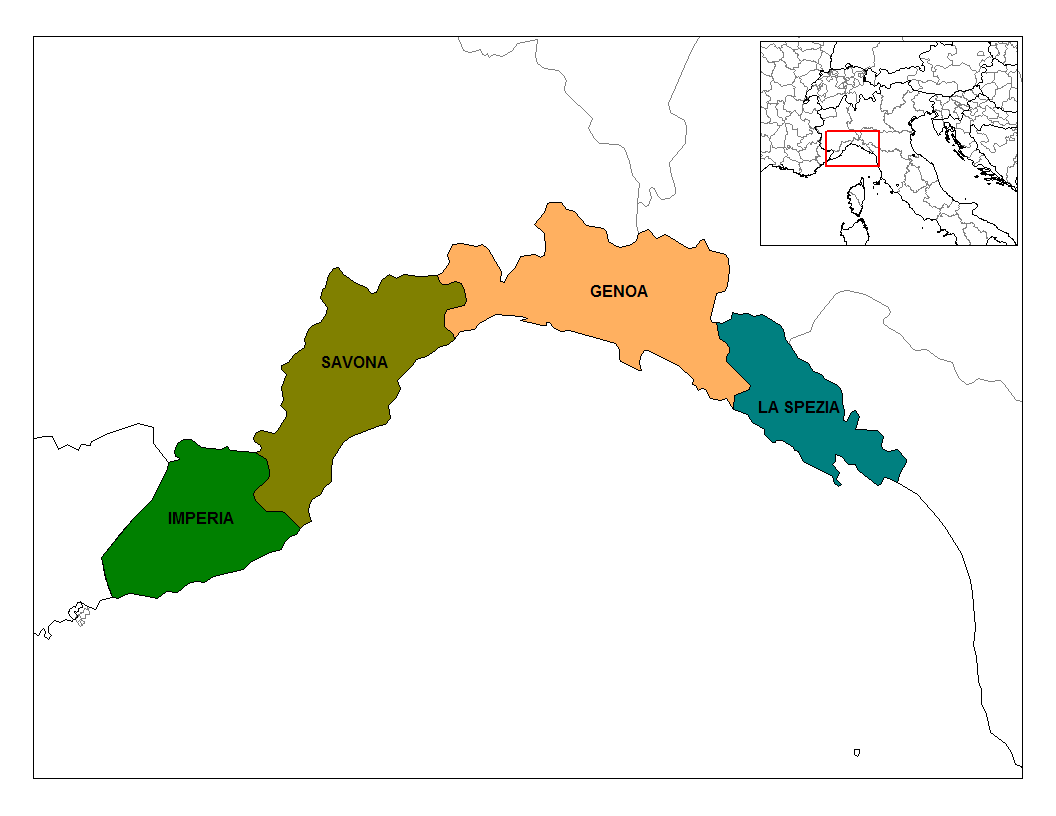
Provincias de Liguria

| Área                           | Superficie (km²) | Población | Densidad (hab./km²) |
| ------------------------------ | ---------------- | --------- | ------------------- |
| Ciudad metropolitana de Génova | 1838             | 884 945   | 481,5               |
| Provincia de Imperia           | 1156             | 220 217   | 190,5               |
| Provincia de La Spezia         | 881              | 222 602   | 252,7               |
| Provincia de Savona            | 1545             | 265 194   | 185,2               |

### Política
El Gobierno Regional está presidido por el gobernador, que es elegido por un término de cinco años, y está compuesto por el presidente y los ministros, que actualmente son 11, incluyendo un vicepresidente.
El Consejo Regional está compuesto por 40 miembros y es elegido por un período de cinco años, pero, si el presidente sufre una moción de censura, dimite o muere, bajo la previsión simul stabunt vel simul cadent (introducida en 1999), también el Consejo se disolvería y habría una nueva elección.
En la última elección regional, que tuvo lugar el 31 de mayo de 2015, Giovanni Toti (Forza Italia) derrotó a Raffaella Paita (Partido Democrático).
Tanto a nivel nacional como local, Liguria es considerada una región cambiante, donde ninguna de las dos coaliciones es predominante.

## Economía
En términos generales, la economía de Liguria está basada en aspectos particulares de los tres sectores productivos, generalmente relacionados entre sí. El sector primario se basa sustancialmente en una agricultura de calidad, con producciones específicas y con garantías de control particulares, pero también en la actividad de ganadería (tierra adentro) y de pesca a lo largo de la costa.
La industria ligur se asocia generalmente a los grandes centros productivos que surgieron en las periferias de los mayores centros urbanos como las capitales de provincia. Este aspecto ha contribuido al desarrollo de la actividad de los importantes puertos de Génova, La Spezia y Savona, que han impulsado el comercio marítimo, la construcción naval e incluso el turismo. La importación de materias primas a través de los puertos ha desarrollado aquí la industria siderúrgica, petroquímica, química y metalmecánica.
A continuación la tabla que describe el PIB y el PIB per cápita, producido en Liguria desde el año 2000 a 2006:
|                                                    | 2000     | 2001     | 2002     | 2003     | 2004     | 2005     | 2006     |
| -------------------------------------------------- | -------- | -------- | -------- | -------- | -------- | -------- | -------- |
| PIB (Millones de euros)                            | 33 669,8 | 35 534,7 | 36 053,6 | 37 218,6 | 38 644,1 | 39 913,5 | 41 004,5 |
| PIB a los precios de mercado por habitante (Euros) | 21 264,2 | 22 568,9 | 22 948,0 | 23 633,8 | 24 382,7 | 24 927,3 | 25 484,5 |

A continuación la tabla que describe el PIB, producido en Liguria a los precios corrientes de mercado en el año 2006, expresado en millones de euros, subdividido entre las principales macro-actividades económicas:
| Macro-actividad económica                                                               | PIB producido | % sector sonre el PIB regional | % sector sonre el PIB italiano |
| Agricultura, silvicultura, pesca                                                        | € 611,9       | 1,49 %                         | 1,84 %                         |
| Industria en sentido estricto                                                           | € 4030,7      | 9,83 %                         | 18,30 %                        |
| Construcción                                                                            | € 2261,8      | 5,52 %                         | 5,41 %                         |
| Comercio, reparaciones, hoteles y restaurantes, transportes y comunicaciones            | € 10 285,0    | 25,08 %                        | 20,54 %                        |
| Intermediación monetaria y financiera; actividad inmobiliaria y emprendedora            | € 10 898,9    | 26,58 %                        | 24,17 %                        |
| Otras actividades de servicios                                                          | € 8512,1      | 20,76 %                        | 18,97 %                        |
| IVA, impuestos indirectos netos sobre los productos e impuestos sobre las importaciones | € 4404,2      | 10,74 %                        | 10,76 %                        |
| PIB de Liguria a los precios de mercado                                                 | € 41 004,5    |                                |                                |

La confrontación entre los datos regionales y el dato nacional, expresado en términos porcentuales, permite apreciar cómo la economía ligur está plenamente en una fase posindustrial, donde la industria pesa sobre el dato regional la mitad del dato nacional, trasladándose el peso económico sobre el sector de los servicios, comercio y turismo.

## Cultura

### Dialecto
Su idioma vernáculo es el ligur, comúnmente llamado genovés por la importancia de esa variante y el prestigio literario y comercial que adquirió durante la Edad Media y hasta el siglo XIX como lengua náutica y mercantil.

### Arte

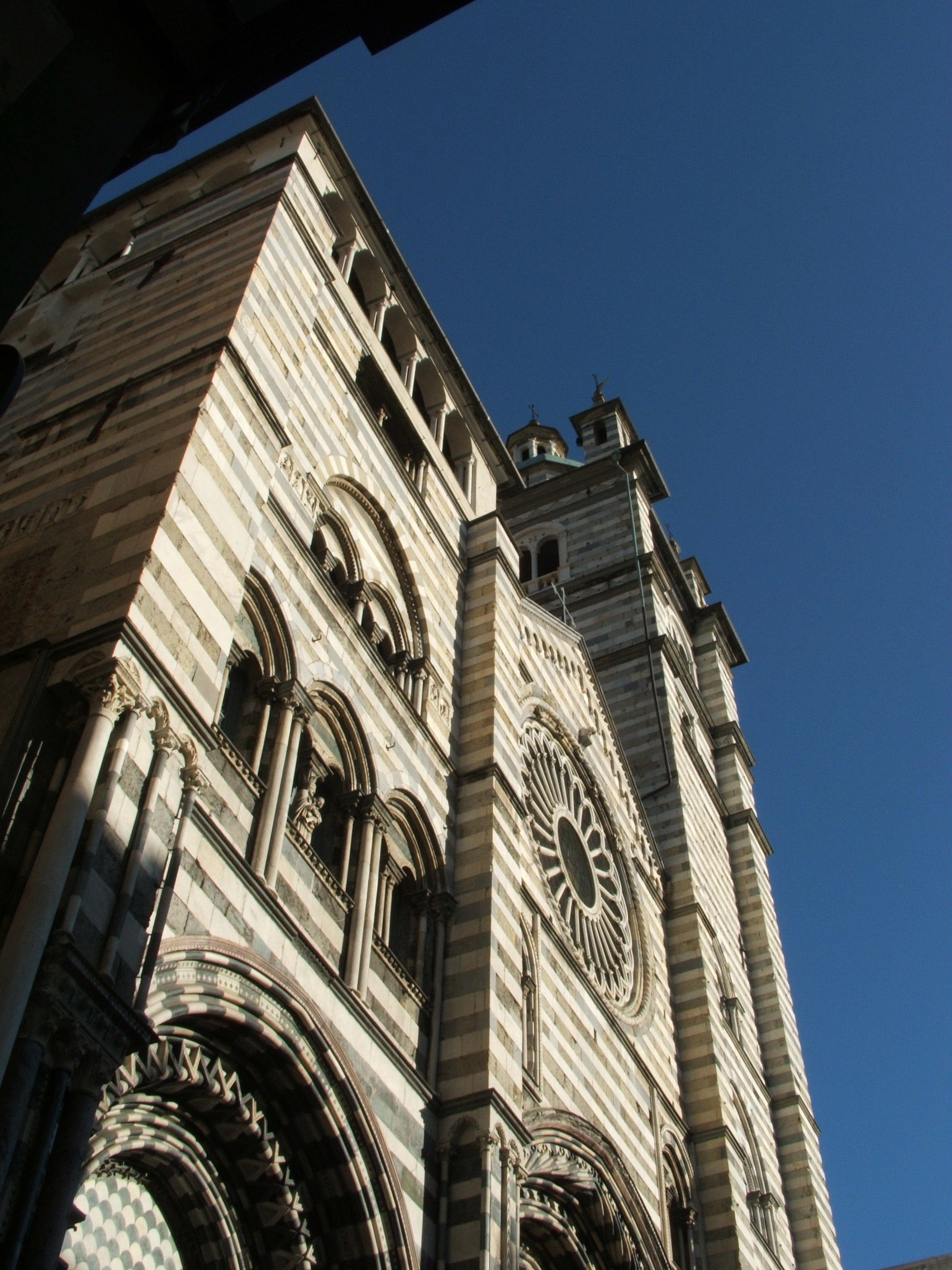
Catedral de San Lorenzo en Génova.

En Liguria hay lugares declarados patrimonio de la Humanidad por la UNESCO:
- Centro histórico de Génova
- Cinque Terre, Tino, Tinetto, Palmaria y Porto Venere

Durante la Edad Media la región acogió los influjos del arte francés, toscano y lombardo, incluso directamente, a través de las actividades de artistas como Giovanni Pisano y Giovanni di Balduccio en la escultura, Manfredino d'Alberto y Taddeo di Bartolo en la pintura, que trabajaron en Liguria durante temporadas más o menos largas.
El periodo barroco fue particularmente rico de fermentos nuevos: por Liguria pasaron artistas como Peter Paul Rubens, Van Dyck, aquí nacieron además pintores como Bernardo Strozzi, Orazio y Gregorio de Ferrari y Alejandro Magnasco.
Las montañas y los inclinados acantilados que se alzan sobre el mar Tirreno en la parte más septentrional del Mediterrénao. Este paisaje impresiona esta región dinámica e históricamente rica. La capital Génova, uno de los más importantes puertos en el Mediterrénao, era ya un estado marítimo poderoso en la Edad Media. Pueden encontrarse edificios impresionantes, elegantes mansiones e iglesias. En otras partes de Liguria, hay también numerosos tesoros históricos. Existe una vegetación mediterránea en las regiones montañosas de Portofino y Cinque Terre. Por otro lado, Portovenere es una pequeña joya en la costa mediterránea. San Remo es uno de los balnearios más famosos de Italia y el lugar donde se celebra anualmente un festival de música pop. Entre los monumentos, el monasterio benedictino de San Fructuoso.

### Educación

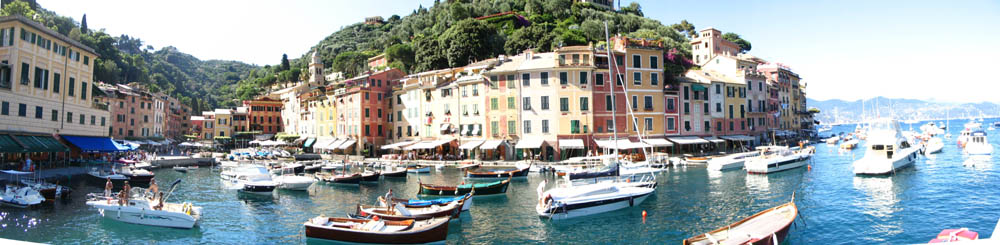
Bahía de Portofino.

En la capital hay diversos institutos de estudios superiores (públicos y privados), entre los cuales destacan la Universidad de los Estudios de Génova y el Instituto Italiano de Tecnología. Además de la Universidad que reúne once facultades, los otros institutos son por lo general de una sola facultad, y son respectivamente: gastronómico, arquitectónico, astronómico, tecnológico, hidrográfico, lingüístico, médico, de la Marina Mercante, artístico, musical, danza académica. A estos se deben añadir numerosas academias, dispersas por toda la región.
La Universidad de Génova con sedes didácticas también en Imperia, Pietra Ligure, Savona, Chiavari y La Spezia, tiene un total de 125 cursos de estudios de primer nivel y más de 90 de especialización. En el año académico 2002/2003 resultaban 40 000 inscritos.
En cuanto a los museos, cabe citar:
- la Galleria d'Arte Moderna, en la villa Serra de Nervi
- Museo di Architettura e Scultura Ligure, también en Génova
- Museo Navale Romano, en Albenga
- Museo Nazionale dei Balzi Rossi
- Museo Preistorico della Val Varatella, en Toirano
- Museo del Tesoro di San Lorenzo, en Génova

### Gastronomía

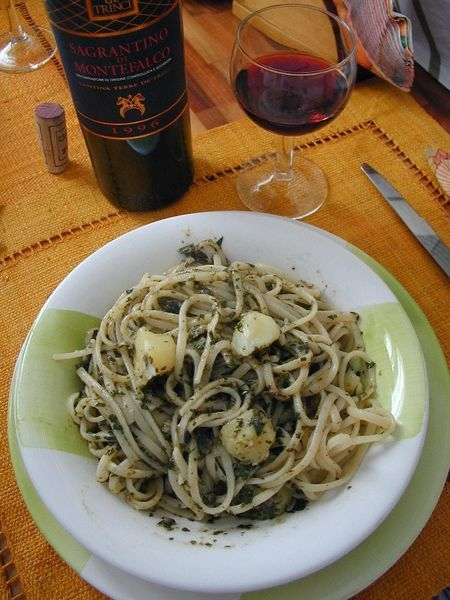
Pasta con salsa al pesto, una tradicional receta ligur.

La cocina ligur toma la idea de la mayor parte de las recetas de la dieta mediterránea, unión culinaria entre los platos de mar con los productos de la tierra, todavía platos aparentemente simples son exaltados en sus sabores por el uso de las numerosas hierbas aromáticas como el romero, el tomillo, etc., que crecen espontáneamente sobre todo el territorio, típicos de la maquia mediterránea.
De Liguria procede una de las más típicas salsas italianas, el pesto, salsa que aliña las conocidas trenette al pesto. El pescado es uno de los elementos principales de la cocina ligur, puesto que el mar ha sido parte de la cultura de la región desde sus comienzos. Entre los productos locales está el aceite de oliva, base y condimento de los principales platos de la gastronomía ligur.
En la ciudad de Génova, la tradición vinícola es conformada sobre todo en la zona de Sestri Levante y en el Tigullio, con la principal producción vinícola de Bianchetta Genovese, de Moscato bianco, de Vermentino y de Ciliegiolo. Mayormente difundida entre los límites de la Ribera de Poniente con la Ribera de Levante son el Pigato y el Rossese.
En la provincia de Savona han obtenido el reconocimiento de D.O.C. el Pigato de Ortovero, el Vermentino y el Rossese de Campochiesa. Otros vinos, como Indicación Geográfica Típica (IGT) son el Lumassina, el Buzzetto, la Granaccia de Quiliano, el Bianco di Calice Ligure, el Mataosso y el Dolcetto delle Langhe Liguri.
En La Spezia las principales producciones vinícolas de la provincia son el Sciachetrà, vino licoroso producido en las Cinque Terre, el DOC delle Cinque Terre, el Levanto y la Vernaccia, procedentes de la Riviera spezzina y el Vermentino de las colinas de Luni y de Arcola.

### Deporte
Los dos principales equipos de fútbol de Liguria son el Genoa y la Sampdoria, que se enfrentan en el Derbi de Génova y han jugado gran parte de su historia en la Serie A de Italia. En tanto, el Spezia se encuentra también actualmente (2021-22) en la Serie A.
En la región se han disputado además el Rally de San Remo, una carrera de automovilismo puntuable para el Campeonato Mundial de Rally, y la Milán-San Remo, uno de los cinco monumentos del ciclismo.